# 신오쓰카역
신오쓰카역(일본어: 新大塚駅, しんおおつかえき)은 도쿄도 분쿄구에 있는 철도역이다. 도시마구와의 경계에 위치하고 일부는 미나미오쓰카 2초메 및 히가시이케부쿠로 5초메에 위치한다.

## 역 구조
상대식 승강장 2면 2선의 지하역. 개찰구는 이케부쿠로 방면 측과 긴자 방면 측에 각각 1개씩 있고, 분쿄 구 측과 도시마 구 측으로 나뉘어 있다.

### 승강장
| 1 | ○ 마루노우치 선 | 도쿄・긴자・신주쿠・오기쿠보・나카노후지미초 방면 |
| 2 | ○ 마루노우치 선 | 이케부쿠로 방면                                   |

## 역주변
- 동일본 여객철도 야마노테 선 오쓰카역
- 도덴 아라카와 선 무코하라역
- 오쓰카 공원
- 도립 오쓰카 병원
- 국도 제254호선
- 도호 음악 단기대학
- 도쿄 노동회관

## 역사
- 1954년 1월 20일: 영업 개시.
- 2001년: 역 냉방시설 도입.
- 2004년 4월 1일: 도영지하철 민영화, 당역은 도쿄메트로에 계승됨.
- 2006년 12월 18일: 승강장 스크린도어 가동 개시.
- 2011년 3월 31일: 1번 선 ~ 2번 선 간의 연결통로 완성으로 개찰 내에서 두 승강장 사이 횡단이 가능하게 됨.

## 인접역
| 도쿄 메트로 마루노우치 선  | 도쿄 메트로 마루노우치 선 | 도쿄 메트로 마루노우치 선 |
| -------------------------- | ------------------------- | ------------------------- |
| M23 묘가다니 오기쿠보 방면 | 마루노우치 선             | M25 이케부쿠로 방면       |